# Мэйхью, Генри
Генри Мэйхью (25 ноября 1812 года, Лондон — 25 июля 1887 года, там же) — британский публицист, редактор, драматург и журналист, исследователь жизни бедных классов общества.

## Биография
Родился в многодетной семье лондонского поверенного, был одним из семнадцати детей. В отрочестве поступил на обучение в Вестминтерскую школу, но через несколько лет сбежал и нанялся юнгой на корабль Ост-Индской компании. В море провёл несколько лет, некоторое время жил в Калькутте. В 1829 году возвратился в Великобританию, некоторое время изучал право под руководством своего отца и был стажёром у адвоката в Уэльсе. В 1831 году совместно с Гилбертом Э-Бэккетом основал еженедельную газету «Figaro in London» (англ.), не пользовавшуюся большим успехом у читателей; в 1832 году стал одним из основателей дайджеста «The Thief», в котором опубликовал два фарса собственного сочинения, положительно встреченные критикой. Этот проект, однако, не был коммерчески успешным, как и предыдущий, в связи с чем в скором времени Мэйхью пришлось бежать от кредиторов в Уэльс и некоторое время скрываться в гостинице в Эрвуде, а в 1835 году, спасаясь от необходимости уплаты долгов, эмигрировать во Францию. В Париже он прожил более десяти лет, окончательно возвратившись в Англию лишь в начале 1850-х годов.
В 1841 году Мэйхью, на тот момент постоянно проживая во Франции, стал одним из основателей ставшего впоследствии знаменитым британского сатирического журнала «Панч», на протяжении первых двух лет будучи одним из двух его главных редакторов наряду с Марком Лемоном (англ.), а с декабря 1842 года, после продажи издания, — одним из редакторов. В 1840-е годы из-под пера Мэйхью вышло довольно много произведений: короткие юмористические истории, незатейливые пьесы, путевые очерки, популярные работы по истории и разным наукам, практические руководства по разным вопросам; до февраля 1845 года они печатались в основном в «Панче» (впоследствии Мэйхью прекратил сотрудничество с этим изданием), а с 1842 года также в «The Illustrated London News», а затем и в других изданиях; критикой, однако, все они были практически не замечены и не приносили ему дохода: в 1846 году он был вынужден признать себя банкротом.
Широкую известность Мэйхью получил в 1851 году после выхода в свет его главного произведения — сочинения «Рабочие и бедные Лондона»(London Labour and the London Poor) с иллюстрациями Джорджа Крукшанка, в котором описывал жизнь низших слоёв лондонского общества: неквалифицированных рабочих, уличных торговцев, нищих, воров, проституток, работников потогонной системы и так далее. Основной для первых двух томов, вышедших в 1851 году, стали многочисленные газетные заметки авторства Мэйхью, публиковавшиеся им ранее в «The Morning Chronicle». Впоследствии издание было приостановлено на несколько лет из-за давления цензуры, но с 1856 года начали выходить его статьи о лондонском криминале, к 1861 году составившие третий том работы; в 1862 году вышел последний, четвёртый том (в соавторстве с некоторыми другими исследователями). В 1864 году завершённая автором версия была выпущена в четырёх томах под вышеуказанным заглавием; она была переиздана в 1866 и 1874 годах. Это произведение вызвало большой общественный резонанс: в частности, уличные торговцы практически сразу же после выхода книги основали ассоциацию в собственную защиту, в рамках которой пытались доказать лживость сведений, приведённых о них Мэйхью.
Во второй половине 1850-х годов Мэйхью путешествовал по германским государствам, написав, в частности, географические сочинения «The Rhine» (1856) и «The Upper Rhine» (1858), а также заинтересовался биографией Мартина Лютера, следствием чего стали работы «German Life and Manners in Saxony» (1864) и «The Boyhood of Martin Luther» (1865); 1862 год полностью провёл в Айзенахе и Йене. В 1870 году им была написана книга «Young B. Franklin», в том же году он основал недолго существовавшее периодическое издание «Only once a Year», а в 1871 году опубликовал цикл статей о рабочих клубах Лондона.